# Вілла Бігі
35°53′35″ пн. ш. 14°31′28″ сх. д. / 35.893083333333° пн. ш. 14.524494444444° сх. д.
Королівський військово-морський госпіталь Бігі (Royal Naval Hospital Bighi), також відомий як госпіталь Бігі — великий військово-морський госпіталь, розташований у маленькому містечку Калкара на острові Мальта. Він був побудований на місці садів Палаццо Бічі, який ще називали Палаццо Сальваторе. Лікарня обслуговувала східне Середземномор'я в 19-му та 20-му століттях і разом із лікарнею у Мтарфі надавав медичну допомогу пораненим, коли в Середземному морі відбувалися військові дії. Зараз будівля відома як Вілла Бігі, і в ній розміщено реставраційний підрозділ.

## Історія

### Палаццо Бічі
На місці нинішньої будівлі знаходиться Палаццо Бічі (нині Палаццо Бігі) також відомий як Вілла Бічі, побудована в 1675 році під час ордена Святого Іоанна Фра Джованні Бічі за проектами Лоренцо Гафа. Фра Джованні Бічі був племінником папи Олександра VII. Палац перейшов до його племінника Маріо Бічі, члена Ордену, ще до того, як він був закінчений, оскільки Джованні Бічі помер. У 1712 році він продав його судовому приставу Джованні Сігісмондо, який був графом Шесбергом. Тоді він був відомий як Палаццо Сальваторе та Сади через те, що пагорб називався Пагорб Сальваторе.
Палац знову став відомий як Палаццо Бічі після того, як його купив інший Джованні Бічі в 1712 році і залишався ним до його смерті в 1740 році. Кажуть, що в палаці проживав Наполеон Бонапарт у 1798 році до його вступу до Валлетти, але це заперечується. Будівля використовувалася для карантину високопосадовців під час правління Ордену Святого Іоанна, наприклад інквізитора монсеньйора Паоло Пассіонея.
Після прибуття британських військових на Мальту вона стала відома (з 1799 року) як Вілла Бігі, особливо через згадки про неї сера Олександра Болла. Більшість палаців на Мальті, побудованих Орденом, британці почали називати віллами, і, зокрема, слово Бічі від Вілла Бічі було спотворено на Вілла Бігі. Ще до свого прибуття Нельсон вибрав це місце для будівництва військово-морського госпіталю з 1803 року
Палац, або вілла, та її сад стали громадською будівлею цивільного уряду під час британського протекторату, але занепадала. У 1813—1814 роках будівля служила лікарнею для лікування холери. Лише завдяки втручанню короля Георга IV у 1827 році було надано дозвіл на розвиток території садів і перетворення їх на теперішню лікарню Бігі. Це сталося на прохання мальтійського губернатора Фредеріка Кавендіша Понсонбі. У оригінальній віллі, Вілла Бічі, сьогодні розміщено освітній центр, відомий як MCST.

### Вілла Бігі

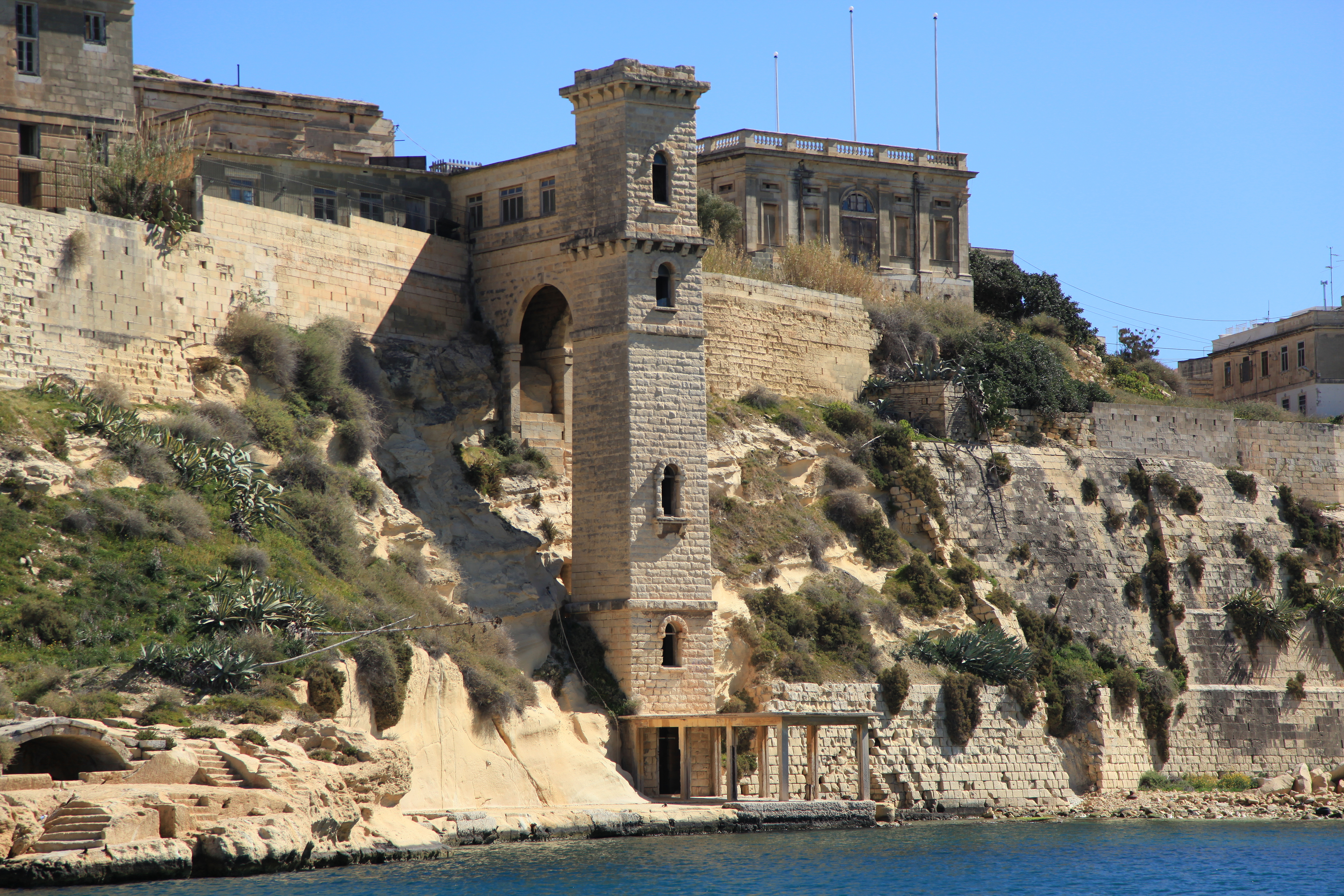
Підйомник для перевезення поранених

У 1829 році чотири єгипетські вапнякові стели, які передували фінікійському періоду на Мальті, були знайдені на цьому місці британськими археологами. Також були знайдені фінікійські останки з написами, які зараз виставлені в Британському музеї. На прохання британського Королівського флоту до губернатора це місце було передано в 1830 році для будівництва лікарні Королівського флоту Бігі. Будівлю спроектував старший син Саверіо Скеррі. Будівля коштувала приблизно 20 000 фунтів стерлінгів і почала працювати в 1832 році. Він вміщував 200 ліжок і обслуговував приблизно 800 моряків на рік. Проект лікарні зазвичай приписують полковнику (пізніше генерал-майору) серу Джорджу Вітмору (1775—1862), який очолював Корпус колівських інженерів між 1811 і 1829 роками. Перший камінь був закладений віце-адміралом сером Палтні Малкольмом 23 березня 1830 року. Роботи були завершені 24 вересня 1832 року загальною вартістю 20 000 фунтів стерлінгів. Архітектура Західного та Східного крил виконана в сучасному доричному стилі з високими поверхами. Лікарня має три окремі будівлі, відомі як Вілла Бігі. Її не слід плутати з віллою Бічі, побудованою в 1675 році Хірургічний корпус і корпус інфекційних хвороб були побудовані в 1901 і 1903 роках відповідно.

## Робота госпіталя

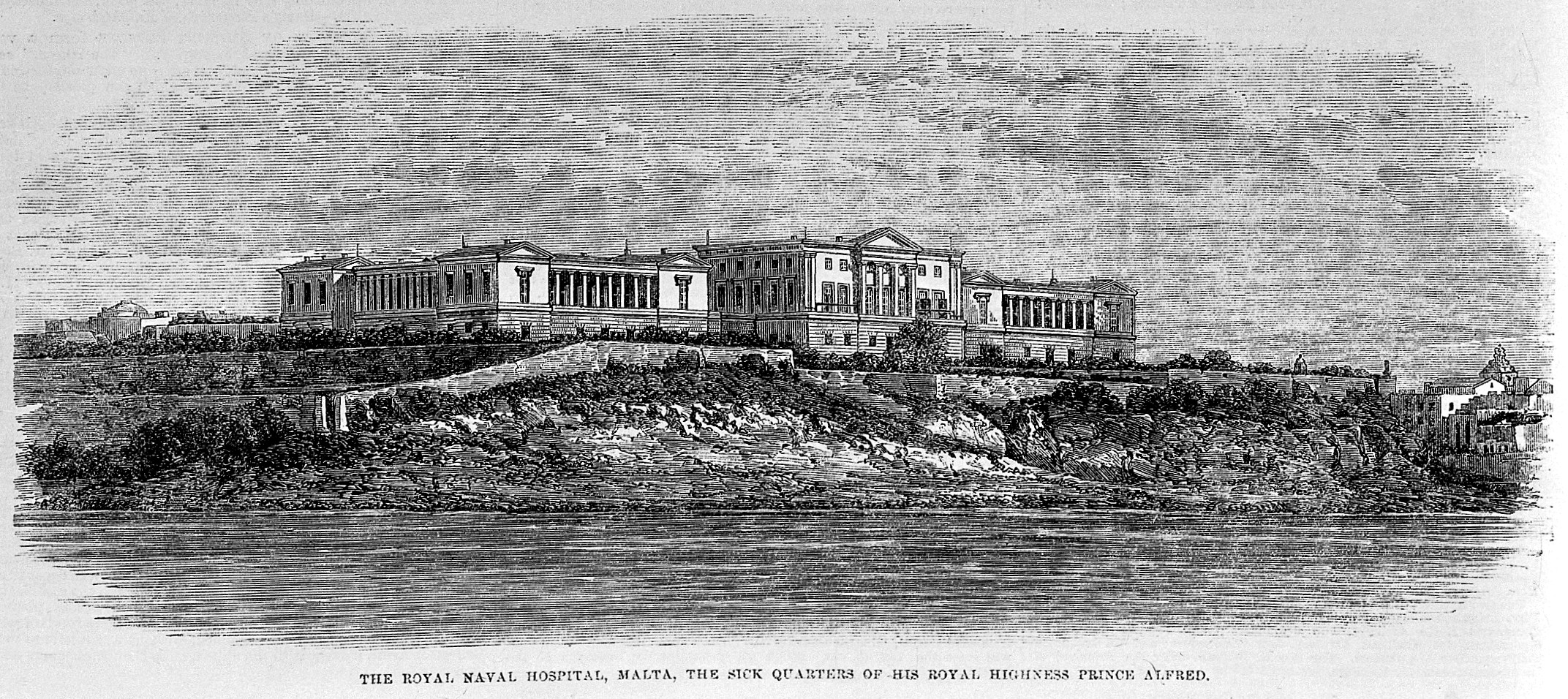
Зображення лікарні у The Illustrated London News у 1863 році

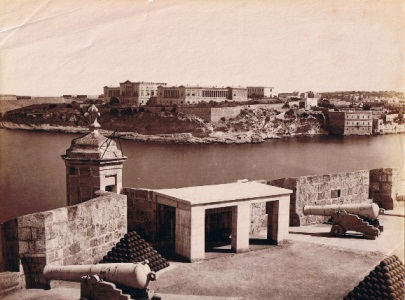
Лікарня Бігі в 1875 році

Першим директором лікарні (1827—1844) був Джон Лідделл. Пізніше його призначили генеральним директором медичного департаменту Королівського флоту, і під час його перебування на посаді Бігі доглядав за постраждалими під час Кримської війни.
У 1863 році лікарня доглядала за сином королеви Вікторії, принцом Альфредом, який протягом місяця хворів на черевний тиф, коли служив офіцером на флоті. Він видужав від хвороби. «Ілюстровані лондонські новини» від 11 квітня 1863 року містили докладний опис того, як розквартирували принца, і план лікарні.
Під час Першої світової війни госпіталь прийняв дуже велику кількість поранених з Дараданелльської операції. Під час Другої світової війни госпіталь перебував у зоні потужних бомбардувань, оскільки був оточений військовими установами. Кілька будівель було пошкоджено або зруйновано. Серед кількох відомих лікарів і медсестер, які тут служили, була Доріс Біл.

## Закриття та подальше використання

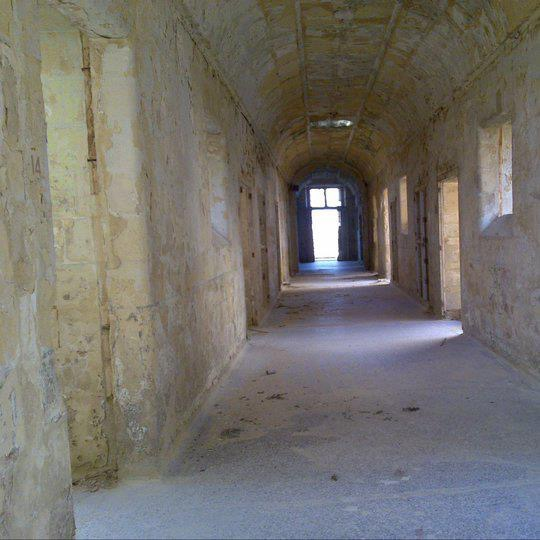
Бігі в напівзруйнованому стані до реставрації (2010 р.)

У 1967 році, під час другого припинення роботи британських служб та їхніх співробітників на Мальті, лікарня Бігі була на межі закриття. 17 вересня 1970 року її було закрито на невизначений термін.
У 1977 році частину будівлі зайняла колишня торгова школа Сенглі, а в інших частинах розмістили середню школу.
З 2010 року на цьому місці розміщується головний офіс Heritage Malta; Національне агентство з питань музеїв, реставрації та культурної спадщини.